# 友井唯起子
友井 唯起子（ともい ゆきこ、1918年（大正7年）9月27日 - 1983年（昭和58年）11月22日）は、日本のバレリーナ、振付師で法村友井バレエ団の創立者。日本初の大阪万博（日本万国博覧会）で振付を担当。日本バレエ協会副会長も長く務めた。

## 略歴
1918年（大正7年）大阪府大阪市船場生まれ。本名角矢幸子(かくや ゆきこ)。大阪府立清水谷高等女学校（現大阪府立清水谷高等学校）卒業後、本格的にバレエの道に進み、「創作舞踊の天才」「現代舞踊の父」と呼ばれた石井漠に師事。1935年（昭和10年）大阪に支部開設の石井漠舞踏研究所1期生となり、同研究所で教えていた法村康之（ほうむら こうじ）と結婚。1937年（昭和12年）4月、法村友井バレエ団を創立した。1950年（昭和25年）東京にも拠点を新設。1965年（昭和40年）2代目団長に就任した。
日本バレエ界の発展へ1958年（昭和33年）日本バレエ協会を結成。1968年（昭和43年）から副委員長に就任。1974年（昭和49年）協会の公益法人化（社団法人）にともない、副会長となる。
1981年（昭和56年）バレエ界へ長年の貢献に対し、紫綬褒章を受章した。
1983年（昭和58年）11月22日に死去。享年65。翌12月の22日、青山葬儀所で日本バレエ協会葬が行われ、勲章の勲四等宝冠章（現宝冠藤花章）を授与されている。

## 人物
一世を風靡した友井のバレエは、柔軟な肢体を生かした妖艶・情熱的な踊り。孫娘でバレリーナの法村珠里（じゅり）も「（祖母の）生まれ変わりと言われるほど性格も動きも似ている」という。
友井のバレエの魅力のもう一つの源が、研究への情熱である。1952年（昭和27年）4月、友井は舞踊家として戦後初めて渡欧する。夫の法村とともに1年半フランスのパリを拠点に、本場のバレエを習得をはじめ、イギリス、ドイツ、イタリア、スイス、スペインを訪れ民族舞踊も研究。1956年（昭和31年）12月から1年間、再渡欧し、前回の各国に加えデンマーク、スウェーデン、ベルギー、オランダの舞踊も研究。また、当時渡航の難しかったソビエト連邦（現ロシア連邦）にも1965年（昭和40年）9月に訪れ、モスクワ、レニングラード（現サンクトペテルブルク）、キエフ（現ウクライナ首都）など各都市でバレエ学校やバレエ公演を視察している。
研究も踏まえ、「シェヘラザード」や「ボレロ」「タマール」のほか、日本物など数多くの振付を考え出し、1970年（昭和45年）の大阪万博（日本万国博覧会）では、約700人の出演した開会式のグランド・バレエ「人類の進歩と調和」の制作・演出・振付も担当している。
それらの貢献に対して1954年（昭和29年）大阪府から「大阪府芸術賞」（現大阪文化賞）（バレエ団として受賞）。1959年（昭和34年）度と1965年（昭和40年）度には、文部省から芸術祭賞奨励賞も受賞している（1960年度にもバレエ団として受賞）。1981年（昭和56年）には日本芸能実演家団体協議会から「芸能功労者表彰」となっている。
そのほか、アメリカのバレエ国際コンクールで2回、日本人で唯一の審査員となり、ヴァルナ国際バレエコンクールでは審査副委員長も務めるなど、国際的にも活躍している。
友井はバレエ以外でも活躍。松竹新喜劇俳優の曽我廼家明蝶が1964年（昭和39年）に設立の俳優養成所明蝶芸術学院で講師も務める。この学院は友井のほかに、作家の秋田實や黒岩重吾、藤本義一、田辺聖子、歌舞伎役者の片岡仁左衛門、落語家の桂米朝らが指導に立ち、結果、漫才師の海原はるか・かなた、横山たかし・ひろし、ぼんちおさむ（ザ・ぼんち）らを輩出するなど、特に漫才界に大きな足跡を残している。
なお友井の家族では、長男法村牧緒（まきお）は同じくバレエダンサーとなり、1983年（昭和58年）法村友井バレエ団の3代目団長に就任。バレリーナの宮本東代子（みやもと とよこ）と結婚した。孫で珠里の兄の法村圭緒（よしお）もバレエダンサーになっている。
また、小学校の同級生にクラシック音楽の大御所作曲家の大栗裕がおり、1977年（昭和52年）の法村友井バレエ団40周年記念特別公演では、作曲を大栗が担当、共演も果たしている。